# Brunhilde Hendrix
Pour les articles homonymes, voir Hendrix (homonymie).
Brunhilde « Bruni » Hendrix-Ramsauer, née le 2 août 1938 à Langenzenn et morte le 28 novembre 1995 à Ansbach, est une athlète allemande de l'ex-Allemagne de l'Ouest spécialiste du 100 mètres. Licenciée au 1. FC Nuremberg, elle mesurait 1,68 m pour 62 kg. Elle est la fille de Friedrich Hendrix et de Marie Dollinger, tous deux finaliste aux Jeux olympiques d'été ; elle gagnera la même médaille que son père, remportant l'argent sur 4 × 100 m en 1960 comme lui en 1932.

## Carrière

### Palmarès
| Date | Compétition           | Lieu | Résultat | Performance |
| ---- | --------------------- | ---- | -------- | ----------- |
| 1960 | Jeux olympiques d'été | Rome | 2e       | 44 s 8      |

### Records
| Épreuve    | Performance | Lieu | Date |
| ---------- | ----------- | ---- | ---- |
| 100 mètres | 11 s 6      |      | 1960 |